# 池田仲誠
池田 仲誠（いけだ なかのぶ、1882年（明治15年）10月27日 - 1972年（昭和47年）4月1日）は、旧因幡国鹿奴藩（鳥取東館新田藩）池田家第12代当主、華族。子爵。

## 経歴
池田源の三男として生まれる。父の死去に伴い、1903年12月25日、子爵を襲爵した。関東女学校弓術教師を務めた。

## 栄典
- 1902年（明治35年）10月31日 - 従五位[4]
- 1907年（明治40年）11月11日 - 正五位[5]

## 家系
- 父：池田源
- 妻：松平妙子（松平直方娘）
- 長女：良子（1908年 - 1994年、吉川義徳室）
- 次女：寿栄子（1911年 - 1975年、黒崎義平室）
- 長男：池田仲恵（1912年 - 1994年）
- 次男：池田仲明（1913年 - ）
- 三男：池田仲親（1914年 - 2007年、13代当主）
- 三女：誠子（関義寿室）
- 四女：和子（1918年 - ）
- 四男：池田仲貴（1922年 - ）
- 五女：弘子（1923年 - 、谷口八郎室）
- 五男：関仲滋（関義寿養子）